# Chiesa di San Rocco (Villesse)
La chiesa di San Rocco è la parrocchiale di Villesse, in provincia ed arcidiocesi di Gorizia; fa parte del decanato di Gradisca d'Isonzo.

## Storia
Si sa che a Villesse alla fine del XVI secolo sorse una chiesa dedicata a San Rocco, edificata sulle fondamenta di una cappella dedicata allo stesso santo probabilmente di origine medioevale. Detto edificio di culto fu demolito nella prima metà del XIX secolo, per far posto all'attuale, realizzato tra il 1835 e il 1840. La consacrazione della chiesa fu impartita il 16 agosto 1842 dall'arcivescovo di Gorizia Francesco Saverio Luschin. A metà del XIX secolo fu completato su progetto e finanziamento dell'impresario G.B.Spangher il campanile con tetto a cipolla.
Tra il 1998 e il 2002 la chiesa e il campanile subirono un importante restauro, che li ha riportati all'originario splendore.